# Éole-en-Beauce
Éole-en-Beauce é uma comuna francesa na região administrativa do Centro-Vale do Loire, no departamento de Eure-et-Loir. Estende-se por uma área de 102.86 km². Em 2010 a comuna tinha 1 259 habitantes (densidade: 12,2 hab./km²).
Foi criada em 1 de janeiro de 2016, a partir da fusão das antigas comunas de Viabon, Baignolet, Fains-la-Folie e Germignonville. Posteriormente, em 1 de janeiro de 2019, incorporou também a antiga comuna de Villeau.